# Mount Eerie
Mount Eerie, precedentemente noti come The Microphones, sono un gruppo musicale indie rock statunitense formatosi a Olympia, Washington, nel 1996 e facente capo a Phil Elvrum. Nel 2004, dopo aver utilizzato il nome The Microphones, Elvrum cambia nome al gruppo in Mount Eerie. Nel 2007 "rispolvera" il soprannome Microphones per pubblicare due singoli.

## Storia

### The Microphones
Phil Elvrum (vero nome Phil Elverum) nasce a Anacortes, piccola città dello stato di Washington, il 26 maggio 1978. Inizia a sperimentare e, aiutato da Bret Lunsford, pubblica due cassette per l'etichetta discografica KNW-YR-OWN. Dopodiché suona come batterista nel gruppo di Lunsford, i D+, prima di trasferirsi a Olympia, dove conosce Calvin Johnson (K Records), che lo invita a suonare nel suo studio.
Nel 1998 pubblica per la Elsinor Records Tests, il suo primo album che combina le tracce pubblicate nelle sue prime cassette a nuovi lavori. Pubblica anche il singolo Bass Drum Dream. Appena un anno dopo, pubblica per la K Records il suo secondo disco, ossia Don't Wake Me Up. Intraprende quindi un tour con Mirah, con la quale intraprende un lungo sodalizio artistico. Collabora anche con gli Old Time Relijun.
La successiva produzione di Elvrum, ovvero The Glow Pt. 2 (K Records, 2001), risulta più ambiziosa della precedente e questo è dovuto a una maggiore cura in produzione ed una migliore scrittura. Segue una raccolta di B-side e singoli chiamata Song Islands.
Dopo un lungo tour in Europa e Nord America, ricomincia a lavorare in studio. Nel 2003 pubblica Mount Eerie (K Records), un concept album, il cui nome prende spunto dalla montagna sita sull'isola di Fidalgo (contea di Skagit), dove Elvrum ha passato l'adolescenza. Nel disco, che contiene 5 lunghe tracce, Elvrum muore, viene mangiato dagli avvoltoi e scopre il volto dell'universo. Questo scenario immaginifico coincide con la fine dell'esperienza come The Microphones e l'inizio di quella come Mount Eerie.
Nel 2007 pubblicherà un 7" a nome The Microphones intitolato Don't Smoke/Get Off the Internet.

### Mount Eerie
Dopo la pubblicazione del suo ultimo album come The Microphones, Elvrum annuncia l'avvio del progetto Mount Eerie. Pubblica quindi Live in Japan (2004), un album di registrazioni risalenti al 2003. L'album è, nonostante l'inserimento di nuovi brani, comunque accreditato a The Microphones.
Con il nome di Mount Eerie pubblica qualche singolo e si dedica preferibilmente all'attività dal vivo. Pubblica il triplo-CD Live in Copenaghen. Il primo album in studio a nome Mount Eerie è "No Flashlight" Songs of the Fulfilled Night (2005), distribuito da un'etichetta di proprietà dello stesso Elvrum, ossia la P.W. Elverum & Sun Ltd. Inizia quindi da qui ad autoprodursi.
Nel 2008 pubblica Lost Wisdom, registrato con Julie Doiron e Frederick Squire. Nel frattempo commercializza diversi EP, singoli e lavori vari. Di questi fa parte anche un libro fotografico chiamato Mount Eerie pts. 6 & 7 accompagnato da un 10".
Nel 2009 è la volta di Wind's Poem, che contiene accenni ambient. Seguono Clear Moon e Ocean Roar, entrambi datati 2012.

## Formazione (parziale)
- Phil Elverum

## Discografia parziale

### Come The Microphones

#### Album in studio
- 1998 - Tests
- 1999 - Don't Wake Me Up
- 2000 - Window
- 2000 - It Was Hot, We Stayed in the Water
- 2001 - The Glow Pt. 2
- 2001 - Blood
- 2002 - Little Bird Flies into a Big Black Cloud
- 2003 - Mount Eerie
- 2020 - Microphones in 2020

#### Album dal vivo
- 2004 - Live in Japan

#### Raccolte
- 2002 - Song Islands

#### EP
- 2003 - The Singing from Mount Eerie
- 2003 - The Drums from Mount Eerie

### Come Mount Eerie

#### Album in studio
- 2005 - No Flashlight - Songs of the Fulfilled Night
- 2005 - Singers
- 2005 - Eleven Old Songs of Mount Eerie
- 2005 - The Drums from "No Flashlight"
- 2008 - Lost Wisdom (con Julie Doiron e Fred Squire)
- 2008 - Dawn
- 2008 - Black Wooden Ceiling Opening
- 2009 - Wind's Poem
- 2009 - White Stag
- 2012 - Ocean Roar
- 2012 - Clear Moon
- 2013 - Pre-Human Ideas
- 2015 - Sauna
- 2017 - A Crow Looked at Me
- 2018 - Now Only
- 2018 - (After)
- 2019 - Lost Wisdom Pt. 2 (con Julie Doiron)

#### Album dal vivo
- 2004 - Live in Copenaghen
- 2013 - Live In Seattle, Sept. 7th, 2013
- 2013 - Live in Bloomington, September 30th, 2011

#### Raccolte
- 2010 - Song Islands Vol. 2 - Collected Rarities and Singles

#### EP
- 2004 - Seven New Songs of Mount Eerie

#### Singoli
- 2005 - Mount Eerie Dances with Wolves
- 2007 - Mount Eerie pts. 6 & 7